# Opisthacantha australica
Opisthacantha australica är en stekelart som beskrevs av Alan Parkhurst Dodd 1913. Opisthacantha australica ingår i släktet Opisthacantha och familjen Scelionidae. Inga underarter finns listade i Catalogue of Life.